# 서스페리아 (2018년 영화)
《서스페리아》(영어: Suspiria)는 2018년 개봉한 미국, 이탈리아의 공포 영화이다. 루카 구아다니노가 감독을, 데이비드 카이가니치가 각본을 맡았다. 다리오 아르젠토 감독의 동명 영화를 리메이크한 작품이다. 원작에서 주연을 맡았던 제시카 하퍼가 본 영화에도 출연하지만, 다른 배역을 연기했다. 제75회 베네치아 국제 영화제(2018) 경쟁부문 진출작이다.
다리오 아르젠토가 연출했던 1977년작 동명 영화의 특징인 화려한 색채를 빼고 칙칙한 색채를 사용하였으며, 원작의 ost를 맡은 고블린 (밴드)과는 달리, 톰 요크가 만든 ost는 잔잔하고 아름다운 느낌이다. 이 외에도 각본, 미장센 등에서 원작과 뚜렷한 차이를 두고 있고, 이 때문에 원작 팬들과 평론가들 사이에서까지 호불호가 크게 갈렸다. 심지어 원작의 감독인 다리오 아르젠토는 원작을 배신했다고 비판했다.
그러나 오히려 각본 면에서는 원작보다 보완이 되었다. 원작은 지알로 영화의 특징을 가지고 있어서 태생적으로 각본이 부실한 것이라고 평가되지만, 루카 구아다니노는 지알로에 뿌리를 두지 않은 감독이라서 각본을 거의 새로 만들다시피 했다. 또한 이 영화와 원작 사이에서 춤의 상징성과 비중이 매우 다르다.
오히려 리메이크작은 등장하는 인물들과 사물, 장면, 춤 등에 상징적이거나 은유적인 부분이 많아서 매우 난해하다고 평가되고 있다. 공포영화임에도 서정적이고 감성적인 분위기가 돋보인다.
원작인 동명 영화는 '마녀 3부작'이라고 불리는 다리오 아르젠토의 트릴로지 가운데 하나이다. (인페르노 (1980년 영화), 눈물의 마녀까지 있다)
이 영화의 감독인 루카 구아다니노도 이 작품을 시작으로 마녀 3부작을 완성하고자 했으나 극명하게 엇갈리는 평가와 부진한 흥행 성적으로 인해 속편 제작이 불투명한 상황이다.
참고 : 루카 구아다니노는 속편이 제작될 경우 마담 블랑과 마르코스가 등장한 배경을 다루는 과거를 다룰 것으로 계획 중이었다. 즉, 시간을 한참 거슬러 올라가는 영화가 되는 만큼 제작비도 1편보다 커질 것으로 보이지만, 1편조차 흥행이 저조해서 속편 제작은 더욱 어려울 것으로 보인다.

## 줄거리
1977년 독일 가을, 미국의 메노나이트 가정 출신인 수지 배니언은 서베를린의 마르코스 무용 아카데미에 입학한다. 이 아카데미는 마녀 집단에 의해 운영되며, 학생 파트리샤 힝글이 실종된 후 혼란에 빠져 있다. 파트리샤는 자신의 정신과 의사 요제프 클렘페러에게 아카데미가 마녀 집단에 의해 통제되고 있다고 말한 후 사라진 것이다. 파트리샤가 클렘페러의 사무실에 남긴 일기에는 기독교 이전의 세 마녀, 즉 마테르 수스피리오룸, 마테르 테네브라룸, 마테르 라크리마룸에 대한 이야기가 담겨 있다. 처음에는 파트리샤의 주장을 무시했던 클렘페러는 그녀의 실종 후 아카데미에 의심을 품기 시작한다.
리허설 도중, 소련 학생 올가는 블랑 선생에게 분개하며 스튜디오를 뛰쳐나간다. 올가는 짐을 챙겨 도망치려 하지만 거울로 둘러싸인 방에 갇힌다. 한편, 블랑은 리허설을 재개하고, 수지는 격렬한 춤을 춘다. 수지의 움직임은 올가의 몸에 영향을 미치기 시작하며, 그녀의 몸을 파괴하고 장기와 뼈를 손상시킨다. 아카데미의 노파들은 올가의 훼손된 몸을 큰 갈고리로 끌고 간다. 이후, 노파들은 마녀 집단의 새로운 지도자를 뽑기 위한 비공식 선거를 연다. 투표는 블랑 선생과 오랫동안 집단을 통제해 온 늙고 기형적인 마녀, 마더 마르코스 사이에서 진행되며, 마르코스가 다수표를 얻어 승리한다. 이후, 노파들 중 가장 소심한 미스 그리피스가 자살한다.
수지는 급우 사라와 친해지고, 둘은 올가와 파트리샤의 실종 사건을 조사한다. 둘 다 아카데미가 그들의 흔적을 모두 지웠다는 사실을 알게 된다. 수지는 블랑의 총애를 받으며 빠르게 승진하고, 아카데미의 다가오는 작품 '볼크'의 주연으로 임명된다. 한편, 사라는 클렘페러와의 만남 후 노파들을 의심하기 시작하고, 건물 안에서 비밀 통로를 발견한다. 그곳에서 그녀는 밀교 유물을 발견한다. 클렘페러는 공연에 참석한다. 공연 직전, 사라는 지하 묘지로 이어지는 통로를 탐험하다가 심하게 쇠약해진 파트리샤를 발견한다. 사라는 도망치지만, 노파들이 바닥에 구멍을 내어 그녀는 넘어지고 다리가 부러진다. 사라는 공연 중간에 나타나 최면 상태로 자신의 역할을 춤추지만, 춤이 끝나기 전에 고통 속에 쓰러진다. 이후, 블랑은 노파들이 사라의 몸을 조작하는 것을 수지가 방해한 것에 대해 수지를 질책한다.
다음 날, 수지는 노파들과 축하 만찬에 참석한다. 한편, 클렘페러는 동독의 별장에서 죽은 줄 알았던 아내 안케와 마주친다. 안케는 나치를 피해 도망친 후 죽음을 위장하고 영국에서 새 삶을 시작했다고 말한다. 그들은 함께 걸으며 보안 검문소를 통과하여 눈에 띄지 않게 서베를린으로 들어선다. 클렘페러는 두 사람이 마르코스 아카데미에 도착했다는 것을 깨닫는다. 그의 눈앞에서 안케가 사실 노파 중 한 명인 미스 훌러라는 것을 깨닫고, 마녀의 안식일을 목격하도록 유인되었음을 깨닫는다.
만찬 후, 수지는 아카데미로 돌아가고, 그곳에서 블랑과 다른 노파들은 수지가 새로운 그릇이 될 마더 마르코스와 무력화된 클렘페러와 함께 기다리고 있다. 수지는 오하이오에서 임종을 맞는 자신의 어머니를 부정한다. 노파들은 안식일을 시작하기 위해 사라를 해부하지만, 블랑은 불일치를 감지한다. 진행을 망설이는 그녀는 마르코스에 의해 거의 참수당한다. 블랑이 피를 흘리자 수지는 자신이 마더 수스피리오룸이며, 아카데미를 차지하고 마르코스를 근절하기 위해 왔다는 것을 드러낸다. 수지는 죽음을 불러 마르코스와 그녀에게 충실한 노파들을 죽이고, 블랑에게 헌신한 사람들만 살려둔다. 파트리샤, 올가, 사라 각자의 몸은 훼손되었고, 죽기를 간청한다. 수지는 그들의 소원을 들어준다.
다음 날, 아카데미는 평소와 같이 운영된다. 벤데가스트 선생은 죽기 직전의 블랑을 발견하고, 블랑이 아카데미를 떠났다는 발표가 학생들에게 전해진다. 한편, 살아남아 침대에 누워 있는 클렘페러는 집에서 수지를 만난다. 그녀는 마녀 집단의 행동에 대해 사과하고, 테레지엔슈타트 강제 수용소에서 사망한 안케의 운명을 그에게 이야기한다. 그녀가 그를 만지자 그는 격렬한 발작을 일으키고 기억을 잃은 후 그녀는 떠난다. 현재, 별장 벽에 새겨진 클렘페러와 안케의 이니셜은 현재 거주자들에게 발견되지 않는다. 엔딩 크레딧 후 장면에서 수지는 아카데미 밖의 무언가를 만족스럽게 바라본다.

## 출연

### 주연
- 다코타 존슨 - 수지 역
- 틸다 스윈튼 - 블랑 역
- 클로이 모레츠 - 패트리샤 역
- 미아 고스 - 사라 역

### 조연
- 제시카 하퍼 - 앙케 역
- 안젤라 인클러 - 태너 역
- 엘레나 포키나 - 올가 역
- 잉그리드 카벤 - 펜데가스트 역
- 실비 테스튀 - 그리피스 역
- 알렉 웩 - 밀리우스 역
- 파브리지아 사치 - 파블라 역

## 기타
- 각색: 데이브 카이가니치
- 라인프로듀서: 나탈리 갈라즈카
- 사운드슈퍼바이저: 프랭크 크루즈
- 미술: 인벌 웨인버그
- 세트: 멜리사 롬바르도
- 의상: 줄리아 피어산티
- 배역: 스텔라 사비노